# 国立西北工学院
国立西北工学院是抗日战争短息存在于中国陕西省城固县的一所学校，是今天西北工业大学和天津大学（1946年参与国立北洋大学复校）的前身之一。

## 历史
1937年7月7日，抗日战争爆发。不久北平、天津沦陷。
1937年9月10日，国民政府教育部下令“以北平大学、北平师范大学、北洋工学院和北平研究院等院校为基干，设立“西安临时大学”，学校分布陕西省城固、南郑、勉县等地。西安臨時大學於1938年3月分出國立西北工學院、國立西北農學院、其余部份改稱國立西北聯合大學。
1938年西安临时大学的工科部分（以北洋工学院、北平大学工学院为主）加上也内迁入西北的东北大学工学院、焦作工学院联合成立的国立西北工学院。
1950年改名为西北工学院。

## 与天津大学的关系
1946年8月天津西沽北洋大学原址复校。此后，泰顺北洋工学院、北洋工学院西京分院、国立西北工学院和北平部（理学院院长陈荩民接收“北平临时大学补习班第五分班”，建立国立北洋大学北平部）四校师生先后返津参加复校。10月22日，北洋大学正式复校开学，茅以升任校长，公设两院十二系。

## 与西北工业大学的关系
1957年西北工学院的机械系、水中兵器系等及学院机构迁至西安航空学院，合并为西北工业大学。
经过70年的建设，学校各项事业取得长足发展。1960年被国务院确定为全国重点大学；“七五”、“八五”均被国务院列为重点建设的全国15所大学之一；“九五”首批进入国家“211工程”立项建设；“十五”进入国家“985工程”重点建设，是全国首批设立研究生院和国家大学科技园的高校之一。设有基础研究院、国防研究院、西北工业技术研究院和全国最大的无人机研究与发展基地。

## 知名校友
- 师昌绪，1945年天津北洋大学（国立西北工学院时期）矿冶系毕业。
- 李恒德，清华大学教授，中国工程院院士，1999年当选国际材联主席。
- 錢積彭，國立西北工學院航空系畢業，曾任台灣空軍航空研究院研究官、核能研究所所長、新竹清華大學核工系教授。
- 陳燊齡，航空工程系肄業，台灣空軍上將、曾任參謀總長